# Zayed Khan

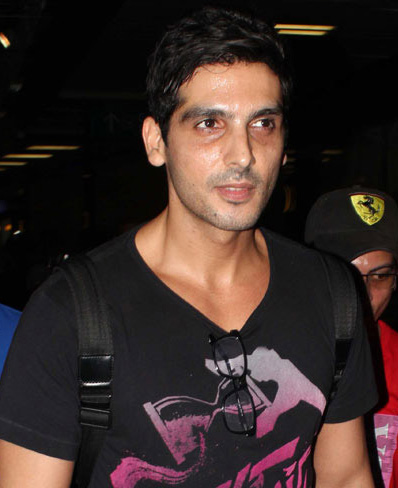
Zayed Khan

Zayed Khan, född 5 juli 1980, är en indisk skådespelare.
Zayed Khan föräldrar är tidigare Bollywood skådespelare Sanjay Khan och inredningsarkitekt Zarine Khan. Zayed Khans farfar var pashtun, vilket gör att Zayed Khans rötter är ifrån Afghanistan. Zayed Khan är den yngsta av fyra barn. Hans äldre systrar är Simone Khan (hustru till Ajay Arora), Sussanne Roshan (hustru till Bollywood skådespelare Hrithik Roshan) och Farah Khan Ali (hustru till DJ Aqeel). Zayed Khan hänger som kusin till ännu en Bollywood skådespelare, Fardeen Khan, vars far är den sena skådespelare Feroz Khan.
Zayed Khan deltog Welham Boys' School, Dehradun och senare Kodaikanal International School, Kodaikanal med barndomsvän Esha Deol och Mallaika Parekh. Zayed Khan gifte sin med Mallaika Parekh den 20 november 2005. De har en son som heter Ziddan, som är född den 18 januari 2008

## Filmer
- Chura Liyaa Hai Tumne, 2003
- Main Hoon Na, 2004,
- Shabd 2005
- Vaada 2005
- Dus 2005
- Shaadi No. 1 2005
- Rocky: The Rebel 2005
- Fight club- Members only 2006
- Cash 2007
- Speed 2007

Och flera 2008, 2009, 2010 och 2011 filmer